# こんな私でよかったら
「こんな私でよかったら」（こんなわたしでよかったら）は、吉川友の3枚目のシングル。2011年12月28日にユニバーサル ミュージック ジャパンの社内レーベルであるユニバーサルJ（現：ポリドールレコード）から発売された。

## 概要
初回限定盤A・B・通常盤の3種リリースで、通常盤には表題曲のリミックスバージョンが収録されている。また、初回限定盤Aには表題曲のミュージック・ビデオが収録されたDVDが付属しており、初回限定盤Bにはカップリング曲「Early Snow」のミュージック・ビデオとこのシングルのジャケット写真メイキングが収録されたDVDが付属している。
表題曲「こんな私でよかったら」は「等身大のラブソング」である。そのミュージックビデオは須永秀明監督による作品であり、吉川が3人・5人に増殖し、アイドルグループ『吉川友』を結成したという設定で、吉川が一人で5人分のダンスを踊り、それらの映像を合成して制作されている。吉川は普段、仲間がいるグループアイドルのことを羨ましがっているが「吉川友は1人でいいです」とのこと。

## 収録曲
全編曲：michitomo

### 初回限定盤A・初回限定盤B
1. こんな私でよかったら
作詞・作曲：サカノウエヨースケ
2. Early Snow
作詞：大華奈央香、作曲：michitomo
3. こんな私でよかったら（Instrumental）
4. Early Snow（Instrumental）

### 通常盤
1. こんな私でよかったら
2. Early Snow
3. こんな私でよかったら（REMIX）
4. こんな私でよかったら（Instrumental）
5. Early Snow（Instrumental）

## 予約イベント
シングル発売に先立ち、各地でシングル予約イベントが行われた。
| 公演日   | 都道府県 | 会場                                   | 形態               | 備考 |
| -------- | -------- | -------------------------------------- | ------------------ | --- |
| 12月17日 | 埼玉県   | イオンモール浦和美園                   | ミニライブ・握手会 | 「HMV presents Misono Idol Festival Vol.2 〜浦和美園にアイドル大集合! 2011年最後のファン大感謝!!〜」に出演した。 |
| 12月18日 | 神奈川県 | ららぽーと横浜                         | ミニライブ・握手会 | |
| 12月23日 | 埼玉県   | イトーヨーカ堂三郷店（ピアラシティ内） | ミニライブ・握手会 | |
| 12月24日 | 埼玉県   | イオンモール与野                       | ミニライブ・握手会 | |
| 12月25日 | 神奈川県 | トレッサ横浜                           | ミニライブ・握手会 | クリスマス当日のイベントということで、サンタクロースの衣裳で登場した。                                           |

## リリース記念イベント
シングル発売を記念し、リリース記念イベントが行われた。
| 公演日   | 都道府県 | 会場                     | 形態                                        | 備考                                                  |
| -------- | -------- | ------------------------ | ------------------------------------------- | ----------------------------------------------------- |
| 12月4日  | 埼玉県   | さいたまスーパーアリーナ | ミニライブ                                  | NACK5 〜IDOL SHOWCASE〜 i-BAN!!の公開生放送として     |
| 12月27日 | 東京都   | 山野楽器銀座本店         | ミニライブ・こんな名刺でよかったら…お渡し会 |                                                       |
| 12月28日 | 東京都   | タワーレコード新宿店     | サイン会                                    |                                                       |
| 12月29日 | 千葉県   | ららぽーと柏の葉         | ミニライブ・握手会                          |                                                       |
| 12月30日 | 神奈川県 | たまプラーザテラス       | ミニライブ・握手会                          | このイベントで吉川が握手した合計人数が2万人を越えた。 |